# Spomenik ustanku naroda Banije i Korduna
Spomenik ustanku naroda Banije i Korduna je monumentalni spomenik podignut na Petrovcu, najvišem vrhu Petrove gore. Autor spomenika je kipar Vojin Bakić. Izgradnja spomenika završena je 1982. godine.

## Rad na spomeniku
Vojin Bakić je nakon spomenika kod Kamenske još jednom, 1970. godine, osvojio natječaj za veliki projekt. Radilo se o podizanju spomenika narodu Banije i Korduna, regija koje su bile jedna od većih ustaničkih antifašističkih žarišta u Hrvatskoj, te u spomen velikim stradanjima tamošnjeg srpskog stanovništva. Spomenik je bio građen cijelo desetljeće, sve dok konačno nije bio završen 1982. godine.

## Opis spomenika
Spomenik je arhitektonsko-plastičko djelo, izrađeno od armiranog betona i obloženo pločama od nehrđajućeg čelika, a podignut je na Petrovcu, najvišem vrhu Petrove gore. Osim što vrši funkciju reprezentativnog djela, u unutrašnjosti spomenika bio je uređen muzej u kojem se nalazio stalan postav vezan uz Narodnooslobodilački pokret ovog kraja, dok je oko spomenika bio uređen kompleks za rekreaciju. Smještanjem muzeja, spomenik je zapravo dobio edukativno-izložbenu funkciju. Na vrhu spomenika nalazi se vidikovac s kojeg puca pogled prema Sloveniji, Bosni i Zagrebu.
Akademik Tonko Maroević napominje da je Bakiću za inspiraciju poslužila skulptura »Razrezane površine«, čime zapravo hoće reći da je to bio Bakićev svojevrstan „korak unatrag”, pošto je uzor za dizajn spomenika vidio u svom djelu iz sredine 1970-ih. Već je početkom 1980-ih Bakić osjetio zamor u svome stvaralaštvu, tako da je i to jedan od razloga viđenja uzora u starijoj skulpturi.

## Devastacija poslije 1991.
Nakon 1991. spomenik i spomen-kompleks su zapušteni, muzej je nakon 1995. devastiran, a i do dan danas traje oštećivanje spomenika. Ljudi skidaju i odnose skupocjenu oplatu od nehrđajućeg čelika, dok lokalna i državna vlast ne provodi nikakve sankcije protiv počinitelja unatoč prosvjedima antifašističkih udruga.
Kolovoza mjeseca 2011. godine, u Hrvatskoj je pokrenut „Apel za obnovu sedam kapitalnih spomenika NOB-u“, lista na kojoj se našao i ovaj spomenik.